# Légy jó mindhalálig (film, 1936)
A Légy jó mindhalálig 1936-ban bemutatott fekete–fehér, egész estés magyar film, amely Móricz Zsigmond azonos című regénye nyomán készült. A forgatókönyvet Szatmári Jenő írta, a filmet Székely István rendezte, a zenéjét Gyöngy Pál szerezte, a főszerepben Dévényi László látható.

## Cselekmény
Az 1890-es évek Debrecenjében járunk. A helyi kollégium eminens diákja, Nyilas Mihály pakkot kap otthonról, amit nem bont fel, hanem kötelességéhez híven a vak Pósalaky úrhoz indul, hogy felolvassa neki az újságot. Ezután a lutrin megteszi azokat a számokat is, amelyeket az öreg megálmodott. Kollégista társai mindeközben a pakk tartalmát elfogyasztják, de Misi számára csupán édesanyja levele a fontos. Ezután Misi újabb munkát kap, Doroghyék fiát tanítja. Doroghy Bellának udvarol Török úr és Misi segít a levelezésben. A lutrin kihúzzák az öreg Pósalaky úr számait, azonban Misi a reskontót elveszítette. Ezt a cédulát Török úr találja meg, aki Bellát megszökteti. Panasszal él Misire Doroghy és Pósalaky is, és a diák mindhiába próbál védekezni a rosszindulatú bizottság előtt. A végén az igazság kiderül, Misi azonban nem szeretne többé debreceni diák lenni.

## Szereplők
- Dévényi László (Nyilas Misi)
- Ráday Imre (Edelényi Török János)
- Rózsahegyi Kálmán (Valkay tanár úr)
- Csortos Gyula (Pósalaky úr)
- Kiss Ferenc (kollégiumi igazgató)
- Mály Gerő (István bácsi, pedellus)
- Gombaszögi Ella (Dorogi Viola)
- Tolnay Klári (Bella, Viola húga)
- Makláry Zoltán (kéményseprő)
- Vándory Gusztáv (orvos)
- Földényi László (postai hivatalnok)
- Réthy Annie (Ilonka, Edelényi húga)
- Vágóné Berzsenyi Margit (trafikosnő)
- Simon Marcsa (Pósalaky házvezetőnője)
- Gárday Lajos
- Hosszú Zoltán
- Dezsőffy László
- Pethes Sándor
- Zátony Kálmán
- Simonyi Mária
- Vízváry Mariska